# Igreja do Senhor Santo Cristo das Misericórdias

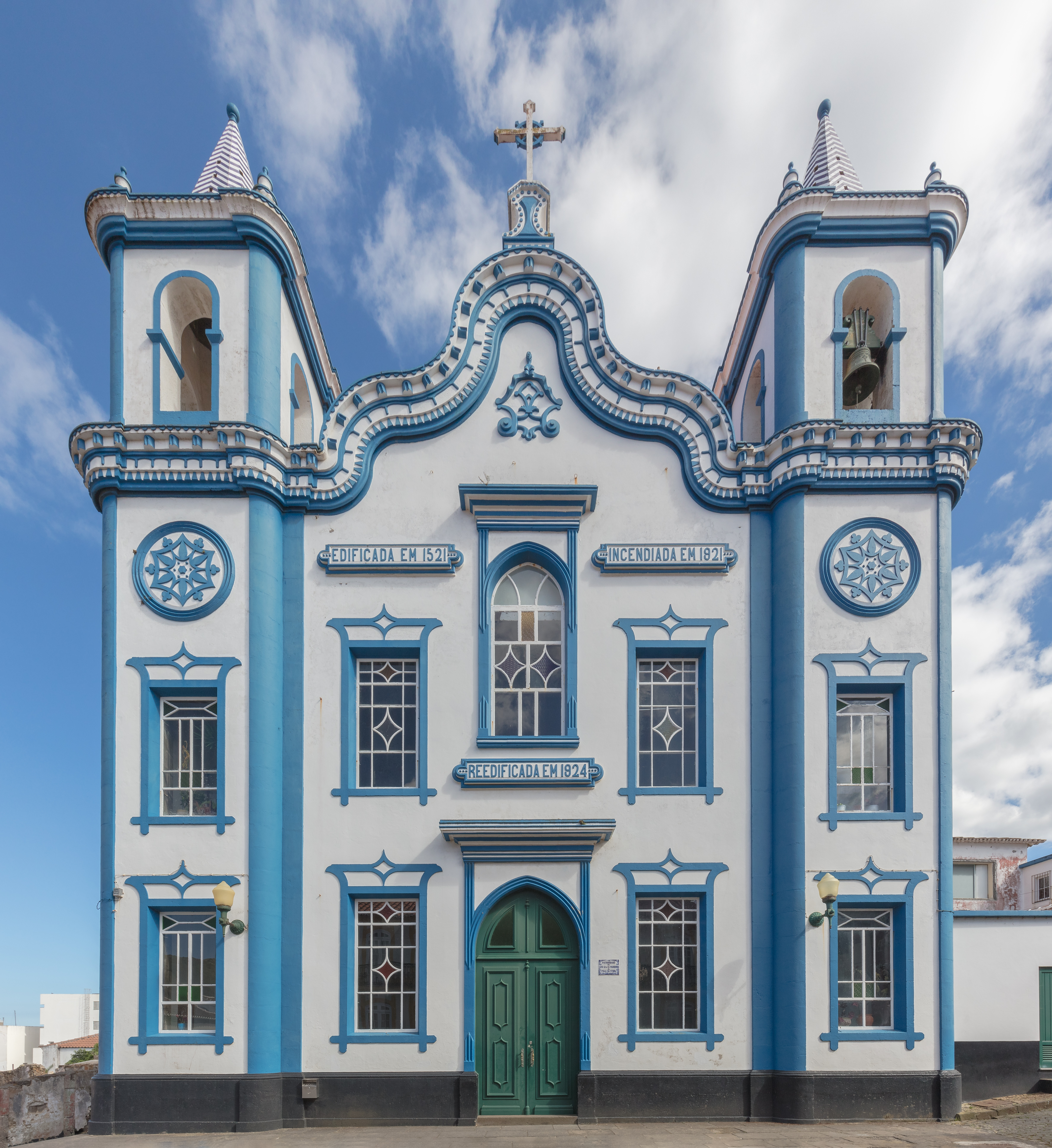
Igreja do Senhor Santo Cristo das Misericórdias, Praia da Vitória.

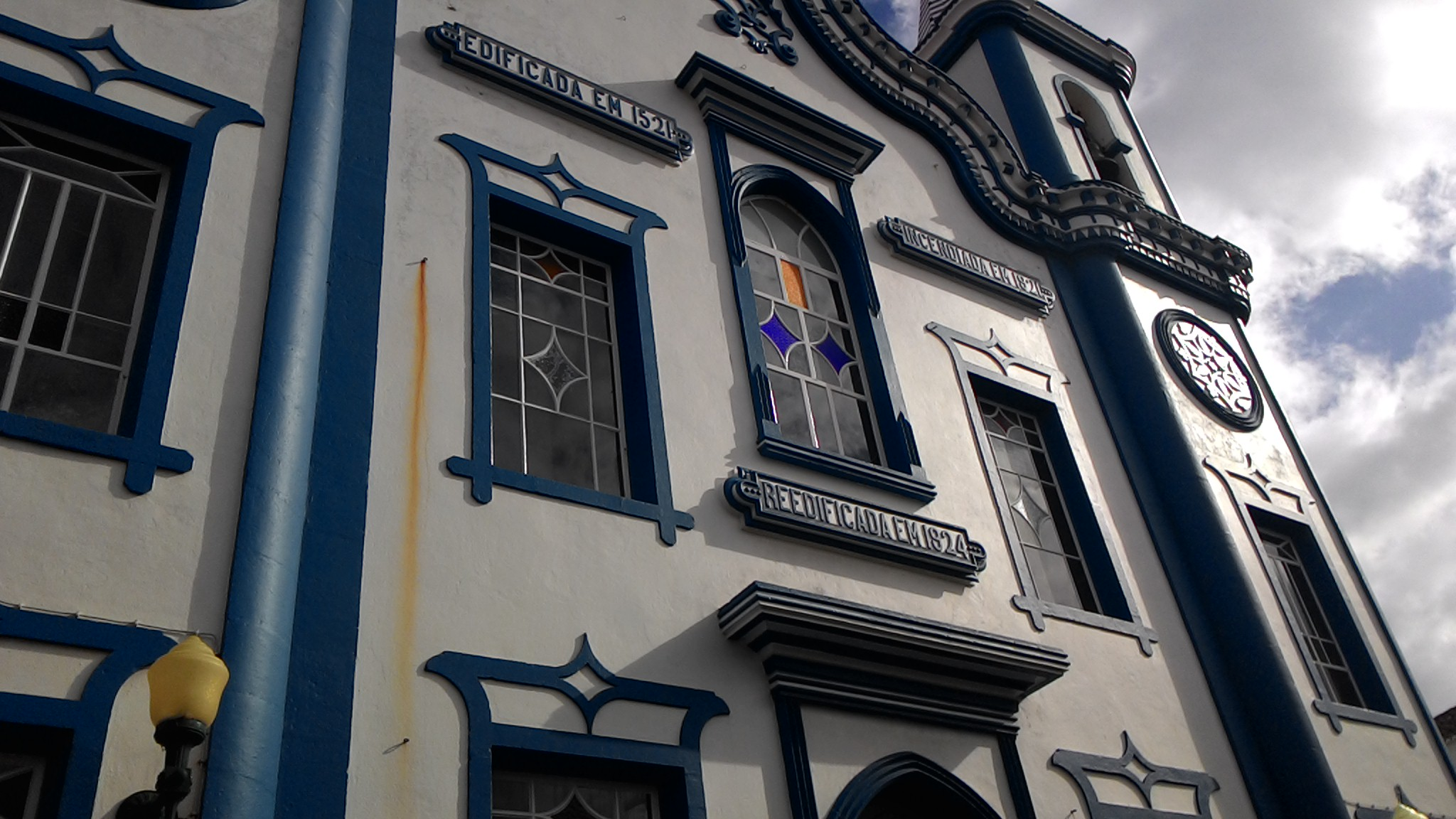
Igreja do Senhor Santo Cristo das Misericórdias (detalhe).

A Igreja do Senhor Santo Cristo também denominada Igreja da Misericórdia localiza-se na freguesia de Santa Cruz, concelho de Praia da Vitória, ilha Terceira, Região Autónoma dos Açores, em Portugal.
Integra o complexo construído da Santa Casa de Misericórdia da Praia da Vitória

## História
O primitivo templo foi edificado em 1521, sob a invocação do Senhor Santo Cristo.
Em 1921 foi quase que completamente destruída por um violento incêndio, tendo sido reedificada em 1924.
Sofreu severos danos quando do terramoto de 1980 pelo que foi necessário proceder a extensas obras de restauro. Durante esses trabalhos, foram identificadas as sepulturas de Pero de Barcelos e de D. Leonor Pacheco de Melo.
O Senhor Santo Cristo nesta igreja é festejado anualmente a 1 de janeiro.

## Características
Exemplar de arquitectura religiosa.
Constitui-se em um edifício de grande altura, internamente com duas naves separadas por uma colunata, formando duas igrejas com as respectivas capelas–mor, num tipo de planta muito raro no arquipélago.
O conjunto abriga uma raríssima imagem do Divino Pai Eterno, única nos Açores, e a que é dedicada uma grande devoção por toda a ilha. Esta imagem, segundo reza a tradição, apareceu, um dia, junto à costa dentro de uma grande caixa que boiava no mar, não se sabendo de onde provinha.